# 탄천초등학교 (충남)
탄천초등학교는 대한민국 충청남도 공주시 탄천면 삼각리에 있는 공립 초등학교이다.

## 학교 연혁
- 1929.04.01 탄천공립보통학교 개교(4년제 2학급)
- 1938.04.01 탄천공립심상소학교로 개칭
- 1938.08.30 대학분교장 개설
- 1941.04.01 탄천공립국민학교 개칭
- 1946.11.12 덕지분교장 개설
- 1946.11.13 복룡분교장 개설
- 1949.09.30 대학국교, 복룡국교, 덕지분교 분리
- 1952.04.02 가척분교장 개설
- 1967.03.01 견동분교장 개설
- 1975.03.01 가척국교 분리
- 1986.03.01 가척분교장 편입
- 1990.03.01 대학분교장 편입
- 1994.03.01 견동분교장 통폐합
- 1996.03.01 탄천초등학교로 개칭
- 2000.03.01 탄천면 4개교(탄천초, 덕지초, 대학분교, 가척분교) 통폐합
- 2000.03.01 탄천 초·중학교 통합
- 2022.01.04 졸업식(초등 제92회 총 5,915명, 중등 제 69회 총 8,940명)
- 2022.03.02 입학식(초등 4명, 중등 11명, 유치원 8명)

## 참고 자료
- 탄천초등학교 - 한국교육학술정보원 학교알리미